# Joe Spence
Pour les articles homonymes, voir Spence.
Joseph Walters « Joe » Spence, né le 15 décembre 1898 à Throckley en Angleterre et décédé le 31 décembre 1966, est un joueur professionnel de football. Il a porté les couleurs de la sélection des trois lions à seulement deux reprises.

## Biographie
Joe Spence fait ses débuts dans le club local de Throckley Celtic. Comme de nombreux jeunes de l'époque, il est aussi mineur et à 17 est engagé comme mitrailleur dans l'armée britannique. Il gagne avec son bataillon la Coupe de l'Armée de terre tandis qu'il joue pour plusieurs clubs anglais dont Liverpool. En mars 1919, il est transféré de son club à celui de Manchester United à l'âge de 21 ans et fait son premier match officiel contre Derby County le 30 août. Il est la star de l'équipe à cette époque avec 510 matchs joués avec 14 ans au club pour un total de buts inscrit de 168. Le mot d'ordre à l'époque étant : « Give it to Joe » (« Passez la à Joe »). Malheureusement cela n'aidera pas United car l'équipe ne gagnera jamais le moindre titre pendant cette période et il décidera de partir tenter sa chance à Bradford City en juin 1933 puis à Chersterfield en mai 1935.
Joe Spence ne fait que deux apparitions avec son pays en 1926, contre la Belgique le 24 mai et l'Irlande le 10 octobre.
Malgré un record d'apparence qui restera en vigueur jusqu'à Bill Foulkes et un autre de but inscrit avec Manchester United, Joe Spence ne gagnera pas le moindre titre majeur avec ce mythique club.

## Retraite
Après la Seconde Guerre mondiale, l'entraîneur de l'époque du club de Manchester United : Matt Busby lui confiera un poste d'entraineur et de recruteur junior, et est de par ce fait étant un des éléments de la percée des « Busby Babes ».